# Mphasis
Mphasis est une entreprise indienne d'informatique basée à Bangalore.

## Histoire
En avril 2021, Blackstone annonce l'acquisition d'une participation supplémentaire de 26% dans Mphasis, en plus des 61% qu'il détenait depuis 2016.